# Serhij Skatschenko
Serhij Wiktorowytsch Skatschenko (ukrainisch Сергій Вікторович Скаченко; * 18. November 1972 in Pawlodar, Kasachische SSR, Sowjetunion) ist ein ehemaliger ukrainischer Fußballspieler.

## Sportlicher Werdegang
Der in der Kasachischen Sowjetrepublik geborene Skatschenko debütierte Ende der 1980er Jahre für den seinerzeitigen Drittligisten Traktor Pawlodar im sowjetischen Erwachsenenfußball. 1991 wechselte er zu Metalist Charkiw in die höchste sowjetische Spielklasse. Nach dem Zusammenbruch der Sowjetunion wechselte er zu Torpedo Moskau in die Premjer-Liga, ehe er nach anderthalb Spielzeiten im Sommer 1993 zum Aufsteiger Temp Schepetiwka in die ukrainische Wyschtscha Liha weiterzog. Hier war er in der Spielzeit 1993/94 mit 13 Saisontoren bester vereinsinterner Torschütze und einer der Garanten für den Klassenerhalt. In der Folge debütierte er gegen Saisonende in der ukrainischen Nationalmannschaft und wurde anschließend von Dynamo Kiew unter Vertrag genommen. Bei seinem neuen Klub, mit dem er den Meistertitel gewann, kam er jedoch nur als Ergänzungsspieler zum Zug.
Zu Beginn des Jahres 1996 wechselte Skatschenko zunächst auf Leihbasis in die koreanische K League, wo er sich den Anyang LG Cheetahs anschloss. Nachdem in der Spielzeit 1996 mit elf Treffern ein Viertel der Tore des im unteren Drittel der Tabelle rangierenden Klubs auf sein Konto gingen, wechselte er im Laufe der folgenden Spielzeit fest zum Chunnam Dragons FC, mit dem er am Ende der Spielzeit 1997 Vizemeister wurde. Anschließend kehrte er zu Beginn des Jahres 1998 zu Torpedo Moskau zurück und schaffte dort im Sommer 1998 die Rückkehr in die ukrainische Nationalmannschaft. Im Sommer 1999 wechselte er daraufhin zum FC Metz in die Division 1. Nachdem er sich hier nicht als Stammkraft etablieren konnte, verlieh ihn der Klub 2001 zunächst an Neuchâtel Xamax, dann an Torpedo Moskau und zuletzt an Sanfrecce Hiroshima in die J1 League. Nach seiner Rückkehr lief er 2002 erneut zeitweise für den FC Metz auf, mit dem er 2002 in die Ligue 2 abstieg. Zu Beginn des Jahres 2003 wurde er vom französischen Klub erneut in die Schweiz verliehen, dieses Mal lief er für den FC Aarau auf.
2003 kehrte Skatschenko in die Ukraine zurück, wo er sich vertraglich an Karpaty Lwiw band. Nach einer Spielzeit in der höchsten ukrainischen Liga ließ er seine Karriere beim PFK Turan Tovuz in Aserbaidschan ausklingen.